# Figurální kresba

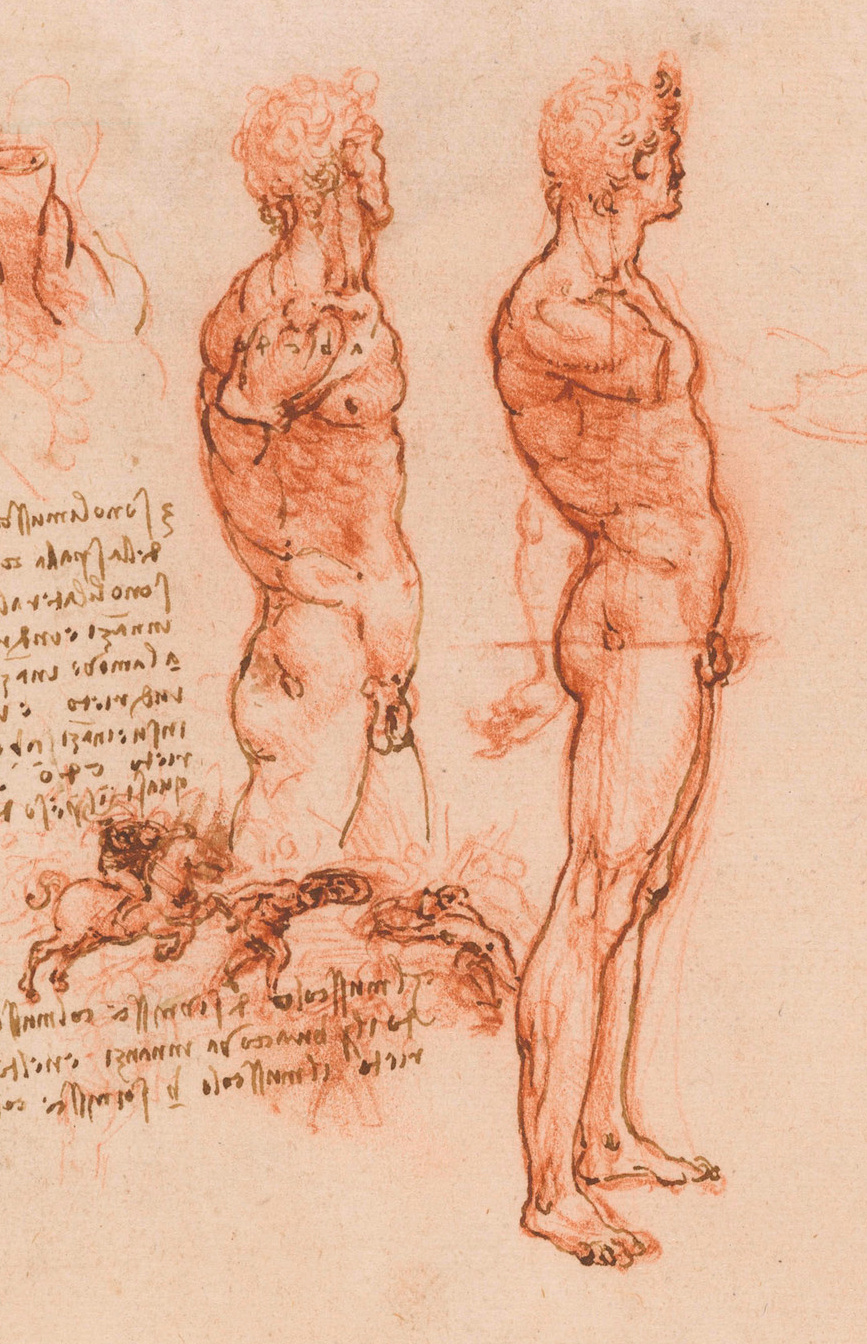
Anatomická studie Leonarda da Vinci

Figurální kresba je kresba zaměřená na zobrazení (lidské) figury. Je to jedna z nejstarších dochovaných tvůrčích činností, zobrazující krásy lidského těla. Figurální kresba představuje důležitý základ pro uchopení lidského těla z hlediska výtvarných umění a je jí věnovaná náležitá pozornost při vzdělávání budoucích umělců, zejména potom kresba podle živého modelu.